# Золотая медаль имени П. Н. Лебедева
Золотая медаль имени П. Н. Лебедева присуждается Российской академией наук (до 1991 года — Академией наук СССР) с 1972 года за выдающиеся работы по физике. Носит имя российского физика Петра Николаевича Лебедева.

Внешний вид медали
Обратная сторона медали

## История
Медаль была учреждена по предложению Академии наук СССР Постановлением Совета министров СССР от 25 августа 1969 г. № 684. Постановлением Президиума АН СССР от 4 сентября 1969 г. №769 «О золотых медалях и премиях имени выдающихся ученых, присуждаемых Академией наук СССР» было установлено, что медаль вручается раз в три года экспертной комиссией, подчинённой физическому отделению Академии наук.

## Награждённые учёные
| Год  | Лауреат премии                      | За какие работы |
| ---- | ----------------------------------- | --- |
| 1972 | Шальников, Александр Иосифович      | за цикл работ по исследованию свойств кристаллического гелия |
| 1975 | Брагинский, Владимир Борисович      | за цикл работ по исследованию систем с малой диссипацией в физических экспериментах                                                                                               |
| 1978 | Кикоин, Исаак Константинович        | за фундаментальные экспериментальные исследования в области физики твёрдого тела                                                                                                  |
| 1981 | Ребане, Карл Карлович               | за цикл работ по оптике и спектроскопии конденсированного состояния вещества |
| 1984 | Осипьян, Юрий Андреевич             | за цикл работ «Исследование влияния света на пластическую деформацию кристаллов и открытие фотопластического эффекта»                                                             |
| 1987 | Вавилов, Виктор Сергеевич           | за цикл работ «Экспериментальные исследования радиационных эффектов в полупроводниках»                                                                                            |
| 1990 | Брандт, Николай Борисович           | за цикл работ «Исследование энергетического спектра узкозонных полупроводников и разработка на их основе нового класса фоточувствительных радиационностойких материалов»          |
| 1993 | Шалагин, Анатолий Михайлович        | за цикл работ «Работы по светоиндуцированной газовой кинетике» |
| 1996 | Захарченя, Борис Петрович           | за цикл работ «Новые эффекты выстраивания и оптической ориентации электронов с помощью поляризованного света в полупроводниках и квантово-размерных полупроводниковых структурах» |
| 2001 | Галанин, Михаил Дмитриевич          | за цикл работ по переносу энергии электронного возбуждения в конденсированных средах                                                                                              |
| 2006 | Багаев, Сергей Николаевич           | за цикл работ «Высокопрецизионная лазерная спектроскопия и фемтосекундные оптические часы»                                                                                        |
| 2011 | Копаев, Юрий Васильевич             | за цикл работ «Тороидное упорядочение в кристаллах» |
| 2016 | Александров, Евгений Борисович      | за цикл работ «Квантовая и шумовая магнитоспектроскопия» |
| 2021 | Каплянский, Александр Александрович | за цикл работ «Фотоннокристаллические опалоподобные структуры: синтез и исследования оптических свойств»                                                                          |